# 中村庸夫
中村庸夫（なかむら つねお、1949年9月27日 - ）は、日本の海洋写真家。水中写真家。

## 概要
東京都出身。早稲田大学理工学部卒業、同大学大学院理工学研究科修士課程修了。大学在学時から写真撮影やスクーバダイビングを行い、「海」にまつわるテーマだけを撮り続けている。撮影テーマは熱帯の珊瑚礁の海中生物、氷の海の生物、イルカ、クジラ、ペンギンや海鳥、海獣類、海に生きる人々、帆船、客船、ヨット、マリンスポーツ等におよぶ。取材地域は珊瑚礁ばかりでなく、北極海や南極海等、世界中の海にわたる。
「海」だけにこだわり、かつ大きなスケールで撮影を続けていることから、世界的にも海洋写真の第一人者として世界32か国で写真を発表している。日本国外で出版された写真集も多く、『クジラ The gentle giant』はアメリカにおける海洋写真集としては異例の10万部を超える、ベストセラーとなった。平凡社より出版された帆船の写真集シリーズは、ドイツ語、フランス語、イタリア語、スペイン語等に翻訳され、出版された。
また、ソニー、信越化学工業、ミシュラン、郵船クルーズ、凸版印刷、海遊館、名古屋港水族館などのカレンダーを担当した。

## 受賞歴
- 2006年 - 国土交通大臣から「交通文化賞」
- 2010年 - 内閣総理大臣賞「海洋立国推進功労者表彰」

## 書籍リスト
- 『世界の帆船』
- 『風と帆』
- 『魅惑の帆船』
- 『最新・世界の帆船』
- 『世界の客船』
- 『世界の豪華客船』
- 『クジラ The gentle giant』
- 『クジラの楽園』
- 『クジラ・ウォッチング』
- 『イルカ・ウォッチング』
- 『イルカ・ルンバルンバ』
- 『クジラたちの地球』
- 『水中の擬態』
- 『ガラパゴスの海へ』
- 『マーメイド･ドリーム』
- 『七つの海の物語』
- 『ペンギン全種に会いに行く』
- 『クマノミ全種に会いに行く』
- 『海の名前』
- 『島の名前』
- 『記録的海洋生物 No.1列伝』
- 『365日海の旅 The blue ocean』
- 『水族館で遊ぶ』
- 『水族館！海の人気ものに会いに行こう』
- 『がんばっぺ！アクアマリンふくしま』
- 『サンゴとサンゴ礁のビジュアルサイエンス』
- 『美しい海の生き物 きずな図鑑』

等。日本国内のみで100タイトルを超える。